# Убийство Ли Ригби
Убийство Ли Ригби — резонансное преступление, произошедшее в районе Южного Лондона, возле Королевских артиллерийских казарм, Вулидж 22 мая 2013 года. Двое мусульман напали на британского военнослужащего Ли Ригби (англ. Lee Rigby) и убили его.

## Жертва
Ли Джеймс Ригби (4 июля 1987—22 мая 2013) — 25-летний фузилёр, барабанщик и пулемётчик второго батальона Королевского полка фузилёров (Royal Regiment of Fusiliers). Родился в г. Миддлтон, Большой Манчестер, служил на Кипре, в Германии и в Афганистане, после чего стал вербовщиком и служил в Лондонском Тауэре. В 2007 году Ригби женился, у него был двухлетний сын, но разошёлся с женой. В последнее время он встречался с другой женщиной. 

## Убийство
Ли Ригби погиб 22 мая 2013 года в районе Южного Лондона, возле Королевских артиллерийских казарм в Вулидже посреди дня на улице  Он возвращался в казармы, после службы в Тауэре. Его сбила машина, после чего двое мужчин, сидевшие в машине вытащили раненого солдата на дорогу и добили его ножом, тесаком и мачете.
В убийстве принимали участие двое британских граждан нигерийского происхождения. Один из них, 28-летний Майкл Адеболаджо (англ. Michael Adebolajo), после убийства потребовал, чтобы прохожие сняли его на камеры своих мобильных телефонов. Не смыв кровь с рук и держа в них холодное оружие, он заявил: «Око за око, зуб за зуб. Вы думаете, что после этого Дэвид Кэмерон выйдет защищать вас, думаете, когда мы возьмёмся за оружие, он пострадает? Нет, страдать будут обычные люди — как вы и ваши дети. Мир наступит только после того, как ваше правительство выведет войска…»
До прибытия полиции убийцы около 20 минут разговарили с прохожими. Одна из свидетельниц, медсестра Ингрид Лойо-Кеннет (англ. Ingrid Loyau-Kennett), рассказала, что Майкл Адеболайо запретил ей трогать труп, а на вопрос, зачем они убили его, ответил, что тот, будучи солдатом, сам убивал людей, поэтому ему не место на земле.
Полиция приехала и арестовала преступников. Оба оказали сопротивление полиции и были ранены полицейскими. Их развезли в разные больницы. После этого в домах подозреваемых был проведён обыск. Сообщалось о возможных соучастниках преступления. 
Вскрытие показало, что Ригби умер от «многочисленных резаных ран».

## Обвиняемые
Вскоре после убийства британские официальные лица подтвердили, что оба обвиняемых в преступлении — Майкл Адеболаджо (Michael Olumide Adebolajo) и Майкл Адебовале (Michael Oluwatobi Adebowale) — были известны британской Службе безопасности в течение ряда лет, в частности Майкл Адеболаджо — по меньшей мере с 2005 года.
Оба выросли в Великобритании, входили в радикальную мусульманскую общину. Майкл Адеболаджо, родившийся в 1984 году в Ламбете в христианской семье, учился в университете Гринвича, недалеко от места, где совершил убийство. В ноябре 2010 года он среди иных был арестован в Кении по подозрению в намерении присоединиться к исламистской группировке Джамаат Аш-Шабааб. Несмотря на известную властям причастность обоих к экстремистским группам Служба безопасности сочла, что они не представляют значительной террористической угрозы.
Спустя несколько дней после преступления обоим были предъявлены обвинения в убийстве военнослужащего Ли Ригби, а также иных преступлениях.

## Реакция и последствия
Премьер-министр Великобритании Дэвид Кэмерон, находившийся во Франции с рабочим визитом, был вынужден срочно приехать в Лондон. 23 мая 2013 года Кэмерон заявил для СМИ:

Это была не просто атака на Британию и на образ жизни британцев. Это также было предательством ислама и мусульманских общин, так много дающих нашей стране.
Мэр Лондона Борис Джонсон: «Я хочу подчеркнуть одно обстоятельство: нельзя обвинять ислам и мусульман в этом страшном преступлении! И я бы не стал увязывать этот акт с нашей внешней политикой, с военной операцией за рубежом».
Той же ночью активисты «Лиги защиты Англии», которые борются с тотальной исламизацией общества, попытались провести митинг на месте убийства. В ту же ночь была совершена попытка поджога городской мечети. В Великобритании усилены меры безопасности, увеличено количество полицейских и солдат на улицах.
29 апреля 2013 года в Бирмингеме был зарезан 82-летний Мухаммед Салим, который возвращался домой из мечети. В убийстве мусульманина признался украинский аспирант ультраправых взглядов Павел Лапшин, также обвиняемый в совершении терактов возле мечетей в городах Уолсолл, Типтон и Вулвергемптон в июне — июле 2013 года. Начало серии терактов совпало по времени с волной антиисламских выступлений, вызванных убийством Ли Ригби в Лондоне.
19 декабря 2013 года оба подсудимых были признаны виновными в убийстве Ригби. 26 февраля 2014 года они были приговорены к пожизненному заключению: Адеболаджо — без возможности досрочного освобождения, Адебовале обязан отбыть минимальный срок в 45 лет до возможности досрочного освобождения. Политические и мусульманские лидеры в Великобритании и за рубежом осудили нападение на Ригби.